# Associazione italiana società concessionarie autostrade e trafori
L'Associazione italiana società concessionarie autostrade e trafori (in sigla nota anche come AISCAT) è un'associazione che riunisce le società, enti e consorzi che hanno ottenuto la concessione per la costruzione o l'esercizio di autostrade italiane.

## Storia
LʾAssociazione Italiana delle Società Concessionarie per la Costruzione e lʾEsercizio di Autostrade e Trafori Stradali (AISCAT) venne costituita il 31 gennaio 1966.
Le aziende sono definite "associate effettive" quando le costruiscono o le gestiscono, altrimenti sono dette "aderenti" se curano solamente servizi autostradali o sono solamente legate al settore. L'associazione ha sede a Roma e ha lo scopo di raccogliere le esperienze delle diverse aziende interessate al settore, di coordinarne l'attività, di uniformarne le procedure e di rappresentarle unitariamente nelle trattative con la Pubblica amministrazione, in particolare con l'ente concedente. Si tratta di una delle associazioni di categoria aderenti a Confindustria.
L'Associazione è stata uno dei soci fondatori nel 1973 del Segretariato europeo concessionarie autostrade a pedaggio, trasformato nel 1993 in Association européenne des concessionaires d'autoroutes et d'ouvrages à péage, che raccoglie tutte le associazioni omologhe di numerosi Paesi europei.
Inizialmente la CAV non faceva parte dell'AISCAT, pur gestendo le seguenti tratte autostradali: passante di Mestre (A4), A57 (ovest), A57-diramazione aeroporto. L'AISCAT nel 2008 ha avviato diverse procedure avverse alla CAV per le modalità con le quali sono state affidate alla CAV alcune tratte autostradali in concessione, in particolare il passante di Mestre. Tuttavia i procedimenti non hanno provocato nessun effetto sulla CAV la quale è tuttora operativa, in tempi più recenti inoltre CAV è entrata nell'AISCAT.

## Associate

### Effettive
- Autostrade per l'Italia
- Società Autostrada Tirrenica
- Tangenziale di Napoli
- Società Italiana Traforo Gran San Bernardo
- Milano Serravalle - Milano Tangenziali
- Autostrade Alto Adriatico
- Autostrada Brescia-Verona-Vicenza-Padova
- Società Italiana per azione per il Traforo del Monte Bianco
- Società Italiana Traforo Autostradale del Frejus
- Raccordo Autostradale Valle d'Aosta
- Strada dei Parchi
- Concessione Autostradali Venete
- Autostrada Pedemontana Lombarda
- BreBeMi
- Superstrada Pedemontana Veneta
- Satap
- SAV
- Salt
- Autostrada dei Fiori
- Asti-Cuneo
- Autovia Padana
- Tangenziale Esterna

### Aderenti
- Autogrill
- Autostrade dello Stato.it/
- Automobile Club d'Italia
- Chef Express
- Tamoil
- Prealux
- Ecogest